# Lista di bolle pontificie
Il seguente elenco, ordinato cronologicamente e suddiviso per secoli, riporta alcune delle bolle pontificie dei papi della Chiesa cattolica ritenute significative per la storia della chiesa universale.

## XI secolo
- In nomine Domini (Niccolò II, 12 aprile 1059) - Sull'elezione del Sommo Pontefice
- Libertas Ecclesiae (Gregorio VII, 1079) - Sull'autonomia della Chiesa
- Antiqua sanctorum patrum (Gregorio VII, 1079) - Concessione alla chiesa di Lione della supremazia su tutte le chiese di Francia

## XII secolo
- Pie Postulatio Voluntatis (Pasquale II, 15 febbraio 1113) - Approvazione dell'Ordine dei Cavalieri Ospitalieri
- Sicut Judaeis (Callisto II, 1120 ca.) - Protezione agli Ebrei che hanno sofferto per mano dei partecipanti alla prima crociata
- Ex commisso nobis (Innocenzo II, 7 luglio 1136) - Unisce i beni delle chiese al patrimonio del Santuario della Madonna di Tirano
- Omne datum optimum (Innocenzo II, 29 marzo 1139) - Approvazione dell'Ordine dei Cavalieri templari
- Milites Templi (Celestino II, 1144) - Fornisce protezione ecclesiastica ai Cavalieri templari e sollecita le elargizioni a favore della loro causa
- Piae Postulatio Voluntatis (Eugenio III, 17 maggio 1145) -  Tutela dei diritti spirituali, giurisdizionali e materiali del territorio veronese
- Militia Dei (Eugenio III, 17 maggio 1145) - Concede ai Cavalieri templari di raccogliere le decime e le tasse funerarie e di seppellire i loro morti nei cimiteri di loro proprietà
- Quantum praedecessores (Eugenio III, 1º dicembre 1145) - Indice la seconda crociata
- Justis fratrum (Eugenio III, 3 maggio 1152)
- Laudabiliter (Adriano IV, 1155) - Conferisce a Enrico II d'Inghilterra il possesso ereditario dell'Irlanda
- Ad abolendam (Lucio III, 1184) - Condanna l'eresia ed elenca alcune sanzioni da applicare
- Audita tremendi (Gregorio VIII, 29 ottobre 1187) - Indice la terza crociata
- Cum universi (Celestino III, 1192) -
- Religiosam vitam (Innocenzo III, 1198) - Riconoscimento degli Ospedalieri di Santo Spirito
- Post miserabile (Innocenzo III, 1198) - Comunica la necessità di indire un'altra crociata
- Vergentis (Papa Innocenzo III, 1199) - Equipare l'eresia al delitto di lesa maestà
- Sacrosanta Romana (Innocenzo III, 19 febbraio 1199) - Approvazione dell'Ordine Teutonico

## XIII secolo
- Etsi non displaceat (Innocenzo III, 1205) - Sollecita i regnanti a far terminare le malvagità compiute dagli Ebrei e fornisce l'elenco delle accuse
- Quia maior (Innocenzo III, 1213) - Indice la quinta crociata
- Vineam Domini Sabaoth (Innocenzo III, 1213) - bolla di convocazione del Concilio Lateranense IV
- Religiosam vitam (Onorio III, dicembre 1216) - Approvazione dell'Ordine Domenicano
- In generali concilio (Onorio III, 1218) - Obbligo per gli Ebrei di indossare abiti distintivi
- Etsi multam honestatem  (Onorio III, 1217) - Agli studenti di Roma, Campania, Toscana, e Bologna[1]
- Consideratis circumstantiis (Onorio III,  1219) - Autorizzazione ll'Arcidiacono di Bologna [1]
- Cum sepe contingat (Onorio III, 28 giugno 1219) - Delega del riconoscimento delle lauree nell'Università di Bologna all'Arcidiacono [1]
- Super speculam (Onorio III, 16 november 1219) - [2]
- Solet annuere (Onorio III, 29 novembre 1223) - Approvazione della Regola di San Francesco
- Parens scientarum (Gregorio IX, 13 aprile 1231) - Autonomia dell'Università di Parigi
- Ille humani generis (Gregorio IX, 8 febbraio 1232) - Istituzione di un tribunale contro gli eretici
- Etsi Judaeorum (Gregorio IX, 1233) - Esorta a prevenire attacchi agli Ebrei
- Vox in Rama (Gregorio IX, giugno 1233) – condanna della stregoneria, intesa come eresia e denominata "Luciferianesimo". È errato credere che questa bolla abbia dato inizio ad una persecuzione su larga scala nei confronti dei gatti.
- Pietati proximum (Gregorio IX, 3 agosto 1234) - Poteri dell'Ordine Teutonico
- Ad capiendas vulpeculas (Gregorio IX, 1234) - Invita a stanare gli eretici della Borgogna dalle loro tane
- Devotionis Vestrae (Gregorio IX 17 gennaio 1235) Fondazione del Celeste Reale Militare Ordine di Santa Eulalia Vergine e Martire.
- Si vera sunt (Gregorio IX, 1239) - Ordina la confisca e l'ispezione di tutti i libri ebraici sospettati di bestemmie contro Cristo
- Impia Judaeorum perfidia (Innocenzo IV, 9 maggio 1244) - Esorta il re Luigi IX di Francia a proseguire nella confisca e nel rogo degli scritti rabbinici offensivi del Cristianesimo e lo invita a non permettere che donne cristiane servano ebrei come nutrici o domestiche.
- Cum non solum (Innocenzo IV, 1245) - Esorta l'imperatore mongolo a non attaccare la cristianità
- Ut pressi quondam (Innocenzo IV, 13 settembre 1246) - Concessione agli eretici conversi ad accedere agli ordini religiosi
- Lachrymabilem Judaeorum (Innocenzo IV, 1247) - Esorta a porre fine ad assassini e persecuzioni contro gli Ebrei provocati da accuse di omicidi rituali
- Ad extirpanda (Innocenzo IV, 15 maggio 1252) - Autorizza l'uso della tortura per far confessare gli eretici durante l'Inquisizione e autorizza l'uso della condanna al rogo
- Solet annuere (Papa Innocenzo IV), 9 agosto 1253 - Fondazione delle monache clarisse
- Querentes in agro (Innocenzo IV, 6 ottobre 1254) - Accoglie sotto la protezione della Sede Apostolica l'università di Oxford
- Transiturus de hoc mundo (Urbano IV, 11 agosto 1264) - Estende a tutta la Chiesa la celebrazione del Corpus Domini
- Turbato corde (Clemente IV, 1267) - Accuse contro gli Ebrei che convertono i cristiani alla loro fede
- Vineam Sorec (Nicolò III, 4 agosto 1278) – obbligo di insegnare il catechismo agli Ebrei
- Inter sanctorum solemnia (Celestino V, 29 settembre 1294) - Indulgenza plenaria per i pellegrini alla Basilica di Santa Maria di Collemaggio (c.d. Perdonanza Celestiniana)
- Clericis laicos (Bonifacio VIII, 25 febbraio 1296) - Divieto per l'autorità laica di far pagare tasse al clero senza autorizzazione della Santa Sede
- In excelso throno (Bonifacio VIII, 10 maggio 1297) - Scomunica dei cardinali Giacomo e Pietro Colonna
- Lapis abscissus (Bonifacio VIII, 23 maggio 1297) - Conferma delle precedenti scomuniche ora estesa a Jacopone da Todi, ai cinque nipoti del card. Giacomo Colonna ed i loro eredi dichiarati scismatici.
- De sepulturis (Bonifacio VIII, 1299) – Proibizione di bollire i cadaveri per separare la carne dalle ossa, al fine di trasportare facilmente le seconde in luoghi di sepoltura lontani.
- Antiquorum habet fida relatio (Bonifacio VIII, 22 febbraio 1300) - Indizione del primo Giubileo

## XIV secolo
- Ausculta fili (Bonifacio VIII, 1301) - Ribadiva le prerogative speciali della Chiesa;
- Unam Sanctam Ecclesiam (Bonifacio VIII, 18 novembre 1302) - Dichiara che non esiste salvezza al di fuori della Chiesa (Extra Ecclesiam nulla salus), e che la Chiesa deve rimanere unita;
- In suprema praeminentia dignitatis (Bonifacio VIII, 20 aprile 1303) - Sancisce la fondazione dello "Studium Urbis", nasce così l'Università di Roma La Sapienza;
- Pastoralis praeminentiae (Clemente V, 22 novembre 1307) - Ordina l'arresto dei Cavalieri templari e la confisca dei loro beni;
- Faciens misericordiam (Clemente V, 1308) - Dispone la procedura per perseguire i Cavalieri templari;
- Regnans in coelis (Clemente V, 1308) - Convocazione del Concilio di Vienne;
- In omnem (Clemente V, 27 marzo 1309) - Scomunica tutti i Veneziani come conseguenza dell'invasione veneziana di Ferrara;
- Vox in excelso (Clemente V, 22 marzo 1312) - Soppressione dell'ordine dei Cavalieri templari;
- Ad providam (Clemente V, 2 maggio 1312) - Concede la maggior parte delle proprietà dei Cavalieri templari ai Cavalieri Ospitalieri;
- Considerantes dudum (Clemente V, 6 maggio 1312) - Ridisegna la mappa degli ordini monastici ed avoca all'autorità papale il giudizio finale sui dignitari dell'Ordine dei Templari
- Nuper in concilio (Clemente V, 16 maggio 1312) -
- Licet dudum (Clemente V, 18 dicembre 1312) -
- Dudum in generali concilio (Clemente V, 31 dicembre 1312) -
- Licet pridem (Clemente V, 13 gennaio 1313) -
- Sane Considerante (Giovanni XXII, 1317) -
- Spondent Pariter (Giovanni XXII, 1317) - Condanna dell'alchimia
- Cum inter nonnullos (Giovanni XXII, 1323) - Sono considerate eretiche tutte le opinioni affermanti la totale povertà di Gesù e degli Apostoli
- Augit nos (Giovanni XXII, 1323) - disputa territoriale in Ferrara
- In agro dominico (Giovanni XXII, 1329) - dichiara eretiche alcune proposizioni di Meister Eckhart

## XV secolo
- Apostolicae Sedis (Innocenzo VII, 26 giugno 1405) - Approvazione  della Regola del Terzo Ordine Domenicano emessa da Munio de Zamora nel 1285
- Et si ex solicitudinis debitopastoralis (Eugenio IV, 23 novembre 1432) - Regolamenti sui monasteri benedettini
- Creator Omnium (Eugenio IV, 17 dicembre 1434) - condanna della schiavitù dei neri nelle Isole Canarie
- Sicut Dudum (Eugenio IV, 13 gennaio 1435) - condanna della schiavitù dei neri nelle Isole Canarie
- Laetantur Coeli (Eugenio IV, 6 luglio 1439) -
- Dum Diversas (Nicola V, 16 giugno 1452) - concede al re del Portogallo Alfonso la facoltà «di ridurre in perpetua schiavitù saraceni, pagani, infedeli e nemici di Cristo»
- Romanus Pontifex (Nicola V, 8 gennaio 1454) - Benedice la colonizzazione delle terre scoperte e incoraggia la schiavitù degli abitanti
- Ineffabilis providentia (Paolo II, 19 aprile 1470)
- Exigit sincerae devotionis (Sisto IV, 1º novembre 1478) - Istituzione di un inquisitore a Siviglia, sotto pressione politica di Ferdinando II di Aragona, che minacciava di ritirare l'appoggio militare del suo Regno di Sicilia
- Aeterni regis (Sisto IV, 21 giugno 1481) - Conferma i contenuti del Trattato di Alcáçovas
- Summis desiderantes (Innocenzo VIII, 5 dicembre 1484) - soppressione della stregoneria e dell'eresia, e nomina di inquisitori
- Inter Caetera (Alessandro VI, 4 maggio 1493) - Divide il Nuovo Mondo tra Spagna e Portogallo
- Eximiae devotionis (Alessandro VI, 3 maggio 1493) - Concessione ai regnanti spagnoli del dominio su tutte le nuove terre occidentali
- Dudum siquidem (Alessandro VI, 26 settembre 1493) - Ampliamento delle concessioni precedenti
- Piis Fidelium (Alessandro VI, 25 giugno 1493) - Concede al vicario di Spagna il potere di nominare i missionari per le Indie
- Ad Sacram Ordinis (Alessandro VI, 15 ottobre 1497) -

## XVI secolo
- Equum Reputamus (Giulio II, dicembre 1503)
- Cum Tam Divino (Giulio II, 19 febbraio 1505) - invalidità delle elezioni pontificie macchiate di simonia
- Ad Sanctam Beati Petri Sedem Divina Dispositione Sublimati (Giulio II, 18 febbraio 1507) - istituzione dell'Università degli Studi di Urbino
- Apostolici Regiminis (Leone X, 19 dicembre 1513) - sull'immortalità dell'anima
- Regimini Universalis Ecclesiae (Leone X, 1514) - sulle esenzioni e sui diritti dei vescovi
- Supernae Dispositionis (Leone X, 1514) - sulla riforma della Curia romana
- Inter Sollicitudines (Leone X, 4 maggio 1515) - sulla censura preventiva dei libri
- Inter Multiplices (Leone X, 4 maggio 1515) - sulla liceità dei Monti di pietà
- Salvatoris Nostri Domini Jesu Christi (Leone X, 19 giugno 1515) - rifondazione dell'Ospedale di San Giacomo degli Incurabili
- Supremae Maiestatis (Leone X, 19 dicembre 1516) - sulla predicazione dei chierici
- Dum Intra Mentis (Leone X, 19 dicembre 1516) - sui religiosi e i loro privilegi
- Exsurge Domine (Leone X, 15 giugno 1520) - si esige la ritrattazione delle Tesi di Martin Lutero
- Decet Romanum Pontificem (Leone X, 3 giugno 1521) - Scomunica di Martin Lutero
- Veritas Ipsa (Paolo III, 2 giugno 1537) - proibisce la riduzione in schiavitù delle popolazioni indigene dell'America
- Regimini militantis Ecclesiae (Paolo III, 27 settembre 1540) - Approva la costituzione della Compagnia di Gesù
- Cupientes Judaeos (Paolo III, 21 marzo 1542) - sulla conversione degli Ebrei
- Illius qui (Paolo III, 19 febbraio 1543) - erezione di case a Roma per catecumeni (Ebrei convertiti)
- Injunctum nobis (Paolo III, 14 marzo 1543) -
- Copiosus in misericordia Dominus (Paolo III, 16 novembre 1548) - Istituisce a Messina il Messanense Studium Generale
- Summi sacerdotis ministerio (Paolo III, 24 dicembre 1548) - Istituisce, formalmente, il Collegio gesuitico a Messina
- Exposcit debitum (Giulio III, 21 luglio 1550) - Seconda e ultima approvazione della Compagnia di Gesù
- Cum ad tollenda (Giulio III, 14 novembre 1550) - per riportare la sede conciliare a Trento.
- Cum sicut nuper (Giulio III, 29 maggio 1554) - Persegue i soli libri ebraici blasfemi
- Cum nimis absurdum (Paolo IV, 14 luglio 1555) - Applica restrizioni religiose ed economiche agli Ebrei residenti nello Stato Pontificio
- Cum ex apostolatus officio (Paolo IV, 15 febbraio 1559) - Conferma le pene contro gli eretici e sancisce la nullità della promozione ecclesiastica di chierici macchiati di eresia o scisma.
- Ad caritatis et misericordiae opera (Pio IV, 19 gennaio 1560) - Ospedale di San Giacomo degli Incurabili a Roma
- Sedes Apostolica Gratiarum Abundantissima Mater (Pio IV, 22 febbraio 1564) - Concede al collegio dei dottori di Urbino la facoltà di laureare
- Aequum reputamus (Pio V, 17 gennaio 1565) -
- Super Gregem Dominicum (Pio V, 8 marzo 1566) - disposizione per i medici
- In Coena Domini (Pio V, 1568) - si mette in discussione la legittimità delle autorità civili su quelle religiose
- Reformatio contractuum de annuis censibus (Pio V, 19 gennaio 1569) - disposizioni sui contratti censuari
- Hebraeorum gens (Pio V, 1569) - sugli Ebrei
- Regnans in Excelsis (Pio V, 25 febbraio 1570) - Dichiara eretica Elisabetta I d'Inghilterra e libera i suoi sudditi dall'obbligo di esserle fedeli
- Quo primum tempore (Pio V, 17 luglio 1570) - Stabilisce la "Messa tridentina")
- Inter gravissimas (Gregorio XIII, 24 febbraio 1582) - Introduce il Calendario gregoriano
- Sancta Mater Ecclesia (Gregorio XIII, 1º settembre 1584) - ribadisce la norma delle prediche forzate agli Ebrei
- Coeli et terrae (Sisto V, gennaio 1586) - Condanna l'"astrologia giudiziaria" come superstizione
- Immensa Aeterni Dei (Sisto V, 11 febbraio 1588) -
- Cum Sicuti (Gregorio XIV, 28 aprile 1591) -
- Cum Alias (Gregorio XIV, 24 maggio 1591) - sul diritto di asilo nelle chiese e nei luoghi sacri
- Caeca et obdurata (Clemente VIII, 1593) - sugli Ebrei

## XVII secolo
- Inscrutabili Divinae (Gregorio XV, 22 giugno 1622) - istituzione di Propaganda Fide
- Inscrutabilis Iudiciorum Dei (Urbano VIII, 1º aprile 1631) – condanna dell'uso dell'astrologia giudiziaria per pronosticare sulla sorte dei papi o di loro consanguinei fino al terzo grado.
- Ex Debito Pastoralis Officii (Urbano VIII, 1633) – permesso a tutti i missionari di ogni Ordine di entrare in Giappone
- Commissum Nobis (Urbano VIII, 22 aprile 1639) - condanna della schiavitù degli indios d'America
- In Eminenti (Urbano VIII, 19 giugno 1643) - condanna dell'Augustinus di Giansenio
- Cum occasione (Innocenzo X, 31 maggio 1653) - Condanna 5 tesi gianseniste
- Ad sanctam beati Petri sedem (Alessandro VII, 16 ottobre 1656) - sul Giansenismo
- Regiminis Apostolici (Alessandro VII, 15 febbraio 1665) - sul Giansenismo
- Cum Ad Aures (Alessandro VII, 25 giugno 1665) - sul Gallicanesimo
- Cum Alias (Innocenzo XI, 12 maggio 1687) - sul Gallicanesimo

## XVIII secolo
- Vineam Domini (Clemente XI, 16 luglio 1705) - sulla questione del Giansenismo
- Unigenitus (Clemente XI, 1713) - Condanna del Giansenismo
- Nova Semper (Clemente XI, 9 novembre 1714) - contro i placet di cui si servivano i regnanti per confermare la nomina di un vescovo
- In eminenti apostolatus (Clemente XII, 1738) - Vieta ai cattolici di diventare massoni
- Immensa Pastorum Principis (Benedetto XIV, 20 dicembre 1741)  - Lettera ai Vescovi del Brasile di condanna della schiavitù
- Ex Quo Singulari (Benedetto XIV, 1742) - condanna dei riti cinesi
- Omnium Sollicitudo (Benedetto XIV, 1744) - condanna dei riti malabarici
- Urbem Romam (Benedetto XIV, 4 gennaio 1746) - patriziato romano
- Officii Nostri (Benedetto XIV, 15 marzo 1749) - ribadisce l'immunità dei luoghi sacri e fissa alcune norme
- Peregrinantes A Domino (Benedetto XIV, 5 maggio 1749) - indizione del Giubileo del 1750
- Providas Romanorum (Benedetto XIV, 18 marzo 1751) - Condanna della Massoneria
- Apostolicum pascendi munus (Clemente XIII, 12 gennaio 1765) - Difesa e approvazione della Compagnia di Gesù
- Eximia Regalium (Clemente XIV, 1771) - sulla giurisdizione di alcune diocesi rutene
- Salutis Nostrae (Clemente XIV, 30 aprile 1774) - indizione del Giubileo del 1775
- Summa Dei (Pio VI, 25 dicembre 1775) - estende il Giubileo del 1775 a tutta la cristianità
- Charitas Illa (Pio VI, 1777) - erezione dell'eparchia di Križevci per gli uniati di rito bizantino
- Auctorem Fidei (Pio VI, 28 agosto 1794) - Condanna di alcune tesi del Sinodo di Pistoia del 1786
- Christi Ecclesiae (Pio VI, 30 dicembre 1797) - Nuove norme relative al conclave
- Cum Nos Superiori (Pio VI, 13 novembre 1798) - ulteriori indicazioni sul prossimo conclave

## XIX secolo
- Ecclesia Christi (Pio VII, 15 agosto 1801) - ratifica del Concordato con la Francia di Napoleone
- Qui Christi Domini (Pio VII, 29 novembre 1801) - riorganizzazione delle diocesi cattoliche della Francia
- Sollicitudo omnium ecclesiarum (Pio VII, 1814) - ricostituzione della Compagnia di Gesù
- Beati Petri (Pio VII, 17 luglio 1817) - riorganizzazione delle diocesi cattoliche in Piemonte e in Valle d'Aosta
- De utiliori (Pio VII, 27 giugno 1818) - riorganizzazione delle diocesi cattoliche nel regno delle Due Sicilie
- De salute animarum (Pio VII, 16 luglio 1821) - riorganizzazione delle circoscrizioni ecclesiastiche del regno di Prussia
- Provida solersque (Pio VII, 16 agosto 1821) - riorganizzazione delle circoscrizioni ecclesiastiche del regno di Württemberg, dei granducati di Baden e di Assia, dell'elettorato d'Assia, del ducato di Nassau e della città libera di Francoforte sul Meno
- Ecclesiam a Jesu (Pio VII, 13 settembre 1821) - scomunica degli aderenti alla Carboneria
- Paternae charitatis (Pio VII, 6 ottobre 1822) - ristabilite 29 diocesi in Francia, soppresse nel 1801, grazie ad un nuovo concordato tra il medesimo papa ed il nuovo governo di Luigi XVIII.
- Impensa romanorum pontificum (Leone XII, 26 marzo 1824) - riorganizzazione delle diocesi cattoliche nel regno di Hannover
- Quod Hoc Ineunte (Leone XII, 24 maggio 1824) - indizione del Giubileo del 1825
- Quo graviora (Leone XII, 13 marzo 1825) - Condanna della Massoneria e della Carboneria
- Charitate Christi (Leone XII, 25 dicembre 1825) - comunica a tutti gli Episcopati del mondo l'estensione del Giubileo del 1825
- Exultabat Spiritus (Leone XII, 25 dicembre 1825) - comunica a tutti i fedeli l'estensione del Giubileo del 1825
- Locum beati Petri (Leone XII, 30 giugno 1828) - riorganizzazione delle circoscrizioni ecclesiastiche del regno di Dalmazia e in Istria
- Melchitarum catholicorum (Gregorio XVI, 3 giugno 1835) - condanna del sinodo melchita di Antiochia
- In Supremo Apostolatus (Gregorio XVI, 3 dicembre 1839) - condanna della schiavitù e della tratta dei neri
- Universalis Ecclesiae (Pio IX, 29 settembre 1850) - Ricrea la gerarchia cattolica in Inghilterra
- Aeterni Patris (bolla) (Pio IX, 29 giugno 1868) - Convoca il Concilio Vaticano I
- Apostolicae Sedis Moderationi (Pio IX, 12 ottobre 1869) - Regolamentazione delle censure e delle riserve nella Chiesa cattolica.
- Dolemus inter alia (Leone XIII, 13 luglio 1880) -
- Apostolicae Curae (Leone XIII, 1896) - Dichiara nulli e invalidi tutti i sacri Ordini anglicani
- Properante ad exitum saeculum (Leone XIII, 1899) - Fissa l'Anno Santo del 1900, che apre il nuovo secolo: il XX.

## XX secolo
- Ne Temere (Pio X, 1907) - Impone ai bambini nati da coppie di cui un genitore è cattolico e l'altro no di ricevere educazione e sacramenti solo nella Chiesa cattolica
- Quam singulari (Pio X, 1910) - Permette che vengano ammessi alla Comunione i bambini che abbiano raggiunto l'età della ragione
- Incruentum Altaris (Benedetto XV, 10 agosto 1915) - Istituzione delle Sante Messe per la commemorazione dei defunti
- Providentissima Mater (Benedetto XV, 27 maggio 1917) - Promulgazione della prima edizione del Codex iuris canonici.
- Infinita Dei Misericordia (Pio XI, 24 maggio 1924) - Indizione del Giubileo Universale dell'Anno Santo 1925
- Divini Cultus (Pio XI, 20 dicembre 1928) - Sul culto Divino
- Iubilaeum Maximum (Pio XII, 26 maggio 1949) - Indizione del Giubileo del 1950
- Aperite Portas Redemptori (Giovanni Paolo II, 6 gennaio 1983) - Indizione del Giubileo nel 1950º anniversario della Redenzione
- Incarnationis mysterium (Giovanni Paolo II, 29 novembre 1998) - Indizione del Grande Giubileo del 2000

## XXI secolo
- Misericordiæ Vultus (Francesco, 11 aprile 2015) - Indizione del Giubileo straordinario della Misericordia
- Spes non confundit (Francesco, 9 maggio 2024) - Indizione del Giubileo del 2025